# New Age (píseň, The Velvet Underground)
„New Age“ je pátá skladba ze čtvrtého alba newyorské skupiny The Velvet Underground Loaded z roku 1970. Je to jedna z mála písní, ve které zpívá Doug Yule. Hudbu i texty napsal Lou Reed. Skladba také vyšla na koncertní albu 1969: The Velvet Underground Live, zde ale zpívá Lou Reed. V roce 2001 skladbu předělala Tori Amos na svém albu Strange Little Girls.